# Kielegat

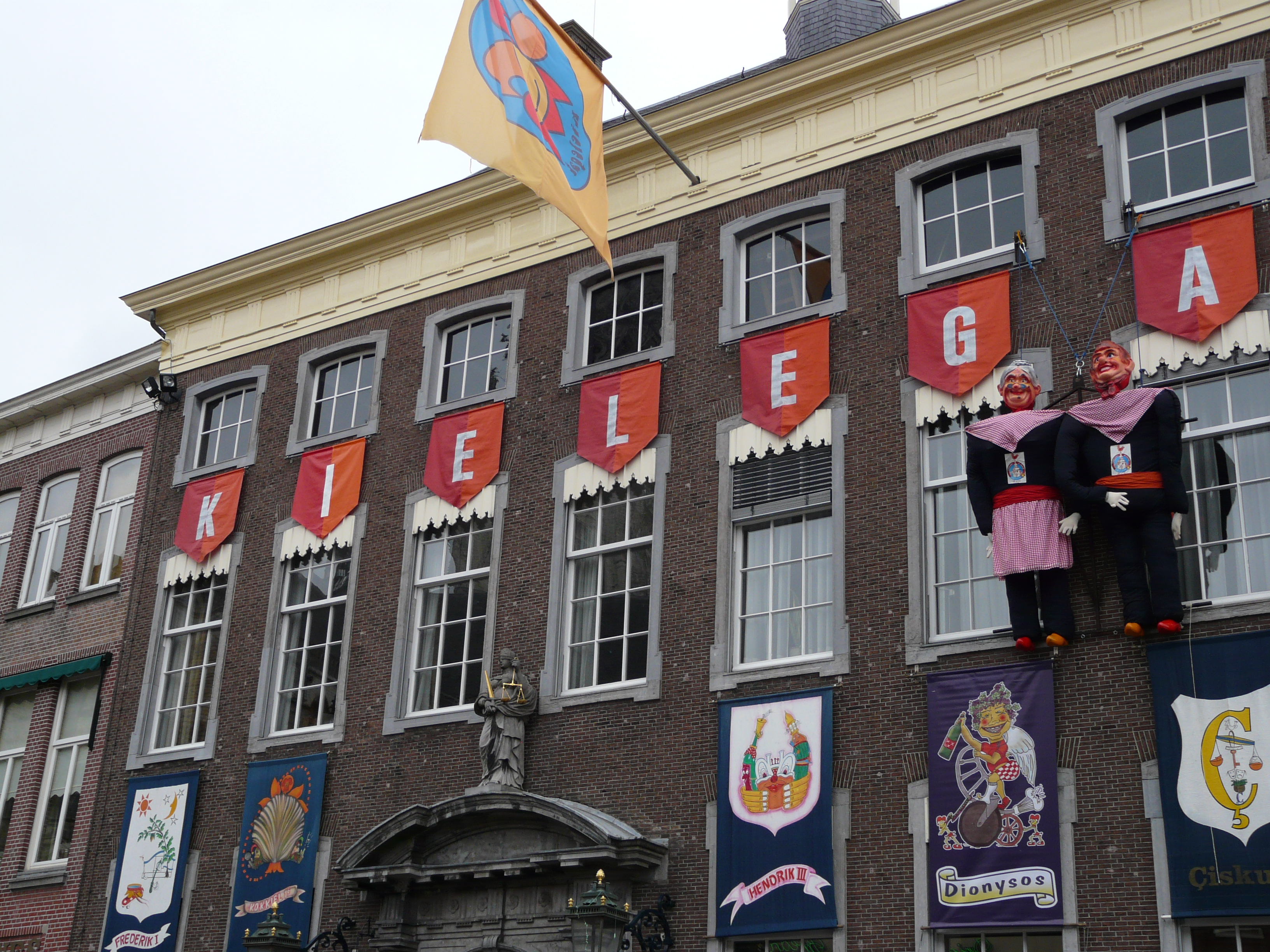
Stadhuis van Kielegat tijdens carnaval

Kielegat is tijdens carnaval een andere naam voor de plaats Breda.

## Achtergrond
Ieder jaar met carnaval krijgen de meeste dorpen/steden in Noord-Brabant voor vier dagen een alternatieve naam. Vaak wordt dan figuurlijk de sleutel van de stad overgedragen door de burgemeester aan Prins Carnaval, en is de stad even "voor het feestende carnavalspubliek". De naam Kielegat verwijst naar de boerenkiel, een traditioneel kostuum dat hoort bij het boerencarnaval zoals dat in Brabant gevierd wordt.

## Wijken
Drie wijken binnen de stadsgrenzen van Breda hebben eveneens een andere naam tijdens carnaval. Ook hebben deze wijken dan een eigen Prins Carnaval met Raad van Elf, 't Ginneken een Baron en gevolg (Conclaaf) en de Prins van 't Aogje een Ministerraad.
- Ginneken: 't Ginneken
- Princenhage: 't Aogje
- Haagse Beemden: Giegeldonk

De situatie dat er vier carnavalsvorsten in één stad zijn hangt ermee samen dat Princenhage en Ginneken voorheen zelfstandige dorpen waren voordat ze bij Breda werden gevoegd, en op deze manier willen vasthouden aan hun oude identiteit. Haagse Beemden heeft vanwege de grote omvang een eigen carnavalsorganisatie.

## Andere kernen in Breda
De woonkernen buiten de stadsgrenzen die wel bij de gemeente Breda horen hebben de volgende namen:
- Bavel: Bavianenland
- Effen: Kuuskeslaand
- Prinsenbeek: Boemeldonck
- Teteringen: Totdenringen
- Ulvenhout: Bosuilendorp

## Historie
In 1971 wordt Breda voor het eerst aangeduid als 't Kielegat, weet Frans van den Broek, de voorzitter van het Kielegat Carnaval Museum. De verklaringen daarvoor lopen uiteen. Volgens Van den Broek ligt een daad van Prins Driekus ten grondslag aan de nieuwe spotnaam. Driekus heeft, zo wil het verhaal, rond 1970 ceremonieel een gat in een boerenkiel geknipt. Het carnavals moto in 1971 luidde ‘kek tur ’s dur’ (kijk er eens door) dit zou de reden zijn waarom Driekus de gaten in zijn keil knipte en er doorheen keek. De 'boerenkiel' werd het traditionele kledingstuk in Brabant in de periode naar de Tweede Wereldoorlog. De middelen voor een uitgebreid kostuum waren toen zou gering dat men ook gordijnden gebruikte zoals in Bergen op Zoom nu nog wordt gedaan.
Dik drie eeuwen lang wordt Breda met carnaval Abdera genoemd, blijkt uit tal van bronnen. Tot de jaren 50 van de 20ste eeuw duikt de naam regelmatig op, bijvoorbeeld in de titels van de Bredase carnavalsprinsen. Toch verdwijnt de naam Abdera in de vorige eeuw geleidelijk naar de achtergrond. Zelfs tijdens carnaval begint de naam Breda meer ingeburgerd te raken.

### De list met het Turfschip
Carnaval in het Kielegat is volgens verschillende bronnen rechtstreeks te linken aan het verhaal van de heroïsche inname van de stad met de list met het Turfschip in 1590.
Eind februari 1590 worden de soldaten van Prins Maurits onder leiding van de Franse commandant Charles de Héraugière in het ruim van het turfschip van Adriaen van Bergen verstopt.
Vier dagen moeten de soldaten in hun donkere positie blijven zitten. Tegenwind en laag water werken de inname poging flink tegen. Tot overmaat van ramp loopt het schip tegen de kade en slaat lek. Tot hun knieën in het water hadden de mannen het koud.
In de late avond van zaterdag 3 maart 1590 loopt het schip de sluis bij het Kraaienbosch binnen. Door een hoestende en proestende luitenant Matthijs Helt en het 'gat' in de 'kiel' waren de mannen in het ruim bijna het voordeel van de verrassing kwijt. Helt zou zijn kameraden verzocht hebben hem te doden om verraad te voorkomen maar Schipper Adriaen van Bergen zou de (Katholieke) Spaans-Italiaanse soldaten ervan overtuigd hebben dat het inspecteren en lossen van het schip ook wel de volgende dag kon en dat ze eerst maar eens 'vastenavond' moesten gaan vieren. Van Bergen kwam met zo een grote regelmaat in het kasteel dat de bewakers hem vertrouwde. In de nacht van 4 maart sluipen de soldaten uit het schip en hebben de, wellicht ietwat beschonken soldaten binnen het uur overmeesterd.
De 'Rooie' (Spanjaarden) hadden het afgelegd tegen de strijders van 'Oranje'. Dit zijn daarom sinds jaar en dag de kleuren van het Kielegatse carnaval.
Volgens sommige is het verhaal van het 'Gat' in de 'Kiel' van het Turfschip, de reden van de naam 'Kielegat'. Waarschijnlijker is het dat het gat in de romp was geslagen. De kiel van het schip is doorgaans het stevigste deel van het schip.
Spinola Bitter
Met een carnavaleske actie vestigde Stichting Kielegat in november 2021 nog eens aandacht op het verhaal met het Turfschip. Er verscheen een nieuwsbericht waarin werd verklaard dat een duiker op de 11de van de 11de een kruik uit 1590 had opgedoken naast het schip ‘Spinola’ bij het Spanjaardsgat. Het brouwsel in de kruik was volgens het artikel de basis van het oranje kruidenbittertje 'Spinola'.